# AIK Fotbolls säsong 1908
AIK spelade säsongen 1908 sina första internationella vänskapsmatcher efter att klubben tillsammans med anordnade en internationell fotbollsvecka där ett engelskt och ett danskt lag deltog. AIK förlorade båda matcherna, den första mot det danska laget B93 spelade AIK tillsammans med Djurgården i en kombination men förlorade trots det med 5-1. I matchen mot det engelska laget Northern Nomads förlorade AIK med 2-0. Ytterligare en till internationell vänskapsmatch spelades detta år då Vitoria Hamburg kom till Stockholm. Matchen AIK - Hamburg slutade 4-4. I SM lyckades AIK vinna mot Örgryte IS men matchen fick spelas om efter en Örgryte-protest om att AIK använt en icke kvalificerad spelare. AIK vann dock omspelet med 3-2 och gick vidare till den andra omgången där AIK åkte ut mot Sleipner. 1908 lyckades AIK även vinna Stockholmsserien klass 1 för första gången samt distriktsmästerskapet. AIK hade även två spelare med i det första landslaget som Sverige vann mot Norge med 11-3.

## Tabell
|   |                | S  | V | O | F | GM | IM | MS  | P  |
| - | -------------- | -- | - | - | - | -- | -- | --- | -- |
| 1 | AIK            | 10 | 5 | 3 | 2 | 19 | 17 | +2  | 13 |
| 2 | IFK Stockholm  | 10 | 5 | 3 | 2 | 17 | 5  | +12 | 13 |
| 3 | Mariebergs IK  | 10 | 4 | 3 | 3 | 12 | 7  | +5  | 11 |
| 4 | Djurgårdens IF | 9  | 4 | 2 | 3 | 12 | 6  | +6  | 10 |
| 5 | IFK Uppsala    | 8  | 2 | 2 | 4 | 7  | 8  | -1  | 4  |
| 6 | Östermalms IF  | 9  | 0 | 3 | 6 | 3  | 27 | -24 | 3  |

En finalmatch spelades mellan IFK Stockholm AIK för att bestämma slutsegraren. AIK vann med 1-0 och vann därmed serien.

## Matcher
Alla matcher spelade 1908. AIK:s gjorda mål står alltid först.
| Datum        | Stadion    | Motståndare     | Resultat | Match | Publik |
| ------------ | ---------- | --------------- | -------- | ----- | ------ |
| Maj          | Okänd      | B93             | 1-5 1    | V     | Saknas |
| Maj          | Okänd      | Northern Nomads | 0-2      | V     | Saknas |
| 5 maj        | Okänd      | Östermalms IF   | 5-1      | SSK1  | Saknas |
| 10 maj       | Okänd      | Mariebergs IK   | 3-2      | SSK1  | Saknas |
| 28 maj       | Okänd      | IFK Stockholm   | 1-1      | SSK1  | Saknas |
| 7 juni       | Okänd      | IFK Uppsala     | 2-1      | SSK1  | Saknas |
| 12 juli      | Okänd      | Djurgårdens IF  | 0-6      | SSK1  | Saknas |
| 3 augusti    | Okänd      | IFK Stockholm   | 0-0      | SSK1  | Saknas |
| 16 augusti   | Okänd      | Djurgårdens IF  | 1-3      | SSK1  | Saknas |
| 23 augusti   | Okänd      | Örgryte IS      | 3-1 2    | SM    | Ingen  |
| 11 oktober   | Okänd      | Östermalms IF   | 3-0      | SSK1  | Saknas |
| 18 oktober   | Okänd      | IFK Uppsala     | 4-3      | SSK1  | Saknas |
| September    | Okänd      | Vitoria Hamburg | 4-4      | V     | Saknas |
| 13 september | Eskilstuna | Örgryte IS      | 3-2 2    | SM    | Ingen  |
| 27 september | Okänd      | IK Sleipner     | 0-4      | SM    | Ingen  |
| 8 november   | Okänd      | Mariebergs IK   | 0-0      | SSK1  | Ingen  |
| 28 november  | Okänd      | IFK Stockholm   | 1-0 3    | SSK1  | Ingen  |
| Okänd        | Okänd      | IK Göta         | 8-0      | SDM   | Saknas |
| Okänd        | Okänd      | Eriksdals IF    | 2-0      | SDM   | Saknas |
| Okänd        | Okänd      | Djurgårdens IF  | 1-0 4    | SDM   | Saknas |

1 = Matchen spelades tillsammans med Djurgårdens IF i ett kombinationslag
2 = 3-1-matchen mot Örgryte fick spelas om efter en Örgryte-protest om att AIK använt en icke kvalificerad spelare i matchen
3 = AIK och IFK Stockholm slutade på samma poäng i serien och serien avgjordes med denna final
4 = Final i Stockholms-DM
- SDM = Stockholms distriktsmästerskap
- SM = Svenska Mästerskapet
- SSK1 = Stockholmsserien klass 1
- V = Vänskapsmatch